# Maximilien Sébastien Auguste Foy
Pour les autres membres de la famille, voir Famille Foy.
Pour les articles homonymes, voir Foy.
Maximilien Sébastien Auguste Arthur Louis (dit Fernand) Foy (20 juin 1815 à Ham - 1er novembre 1871 à Compiègne), 2e comte Foy, fut un diplomate et homme politique français sous la monarchie de Juillet.

## Biographie

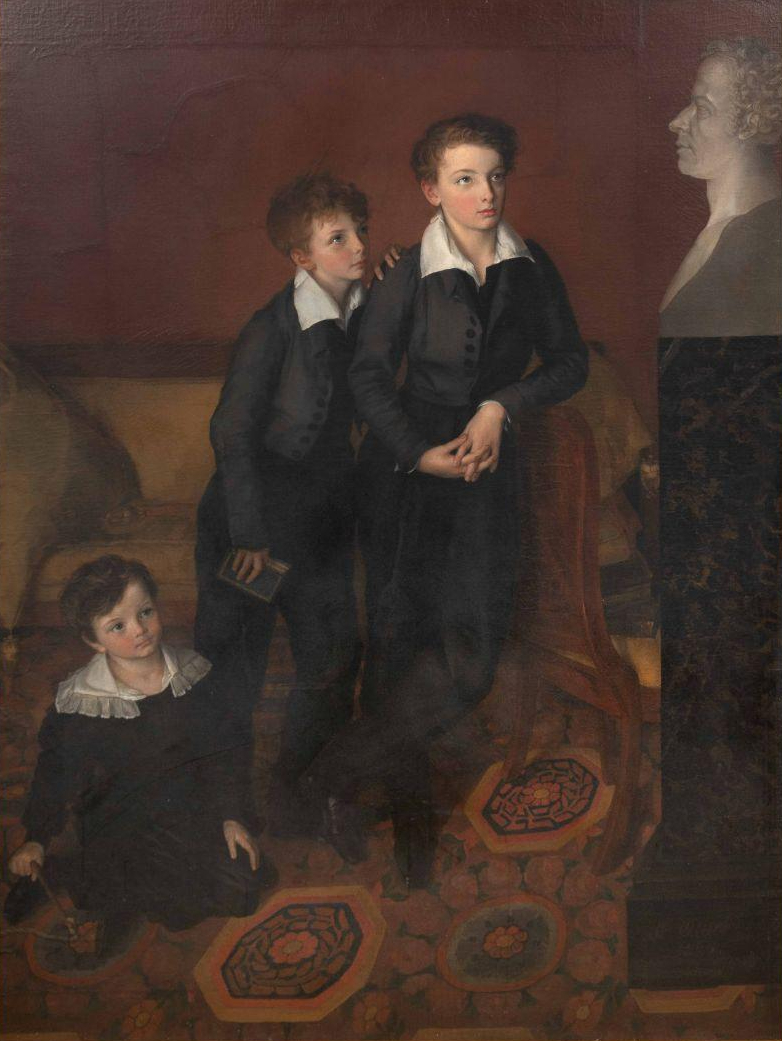
Augustine Cochet de Saint-Omer, Portrait des trois fils du général Foy contemplant le buste de leur père, 1826. Fernand Foy, l'aîné des fils, apparaît à droite, appuyé au dossier d'une chaise.

Il est le fils de Maximilien Sébastien Foy (1775-1825), général de division (29 novembre 1810), baron Foy et de l'Empire (9 septembre 1810), 1er comte Foy et de l'Empire (15 mai 1815), et d´Elisabeth Daniels (1790-1868), fille adoptive de Louis Baraguey d'Hilliers.
Fort jeune lorsque son père, le Comte Foy,  mourut, Fernand se consacra principalement à des œuvres de bienfaisance.
Le 19 novembre 1831, Louis-Philippe Ier le nomma Pair de France. Tout en étant dévoué à la monarchie constitutionnelle, il sut néanmoins garder une certaine indépendance et ne cessa de se montrer partisan des idées libérales.
Après la révolution de 1848, lors de l'élection partielle de l'Assemblée constituante dans le département de la Seine (10 mars 1850), pour remplacer MM. Boichot, Considérant, et Rattier, condamnés pour l'affaire du 13 juin 1849, le comité de la Rue de Poitiers fit choix de MM. Fernand Foy, le général de Lahitte et Bonjean, comme candidats conservateurs à opposer aux trois candidats républicains, MM. Carnot, Vidal et de Flotte. M. Foy fut battu avec 125 643 voix sur 260 198 votants ; le dernier élu de la liste républicaine, M. de Flotte réunit 126 982 voix. Vidal ayant opté pour le Bas-Rhin, une nouvelle élection complémentaire eut lieu le 28 avril suivant : Foy fut pressenti pour porter à nouveau les couleurs du parti de l'ordre avant d'accepter de se désister en faveur d'Alexandre Leclerc.

### Vie familiale
Il épouse, le 24 février 1838 (Paris), Louise Amable Caroline Albertine Germain de Montforton (5 août 1815 - Paris ✝ 18 janvier 1862 - Paris Ier), sœur jumelle du 2e comte de Montforton, dont il eut une fille et un fils.

## Fonctions
- Pair de France le 19 novembre 1831.

## Titres
- Comte héréditaire.

## Distinctions
- Officier de la Légion d'honneur[réf. à confirmer][1]

## Armoiries
| Figure | Blasonnement |
|        | Armes du comte Foy, pair de France D'azur, semé d'étoiles d'argent, à la barre du même, brochant sur le tout et chargée de trois tourteaux de sable. |